# Lijst van voetbalinterlands Cookeilanden - Tonga
Deze lijst van voetbalinterlands geeft een overzicht van alle officiële voetbalinterlands tussen de nationale teams van de Cookeilanden en Tonga. De landen hebben tot nu toe elf keer tegen elkaar gespeeld. De eerste ontmoeting, een kwalificatiewedstrijd voor het Wereldkampioenschap voetbal 1998, werd gespeeld in Nuku'alofa op 11 november 1996. Het laatste duel, een kwalificatiewedstrijd voor het Wereldkampioenschap voetbal 2026, vond plaats op 6 september 2024 in Apia (Samoa).

## Wedstrijden
| №  | Plaats     | Datum            | Competitie                        | Wedstrijd            | Uitslag |
| -- | ---------- | ---------------- | --------------------------------- | -------------------- | ------- |
| 1  | Nuku'alofa | 11 november 1996 | WK 1998 kwalificatie              | Tonga − Cookeilanden | 2 − 0   |
| 2  | Avarua     | 5 september 1998 | OFC Nations Cup 1998 kwalificatie | Cookeilanden − Tonga | 2 − 2   |
| 3  | Papeete    | 10 juni 2000     | OFC Nations Cup 2000 kwalificatie | Cookeilanden − Tonga | 2 − 1   |
| 4  | Honiara    | 15 mei 2004      | WK 2006 kwalificatie              | Tonga − Cookeilanden | 2 − 1   |
| 5  | Veitongo   | 11 juni 2009     | Vriendschappelijk                 | Tonga − Cookeilanden | 1 − 1   |
| 6  | Veitongo   | 13 juni 2009     | Vriendschappelijk                 | Tonga − Cookeilanden | 1 − 2   |
| 7  | Apia       | 26 november 2011 | WK 2014 kwalificatie              | Tonga − Cookeilanden | 2 − 1   |
| 8  | Nuku'alofa | 31 augustus 2015 | WK 2018 kwalificatie              | Tonga − Cookeilanden | 0 − 3   |
| 9  | Honiara    | 21 november 2023 | Pacifische Spelen 2023            | Tonga − Cookeilanden | 1 − 2   |
| 10 | Nuku'alofa | 26 maart 2024    | OFC Nations Cup 2024 kwalificatie | Cookeilanden − Tonga | 1 − 0   |
| 11 | Apia       | 6 september 2024 | WK 2026 kwalificatie              | Cookeilanden − Tonga | 1 − 3   |

## Samenvatting
| Competitie                   | Totaal gespeeld | Winst Cookeilanden | Gelijk | Winst Tonga | Doelsaldo Cookeilanden – Tonga |
| ---------------------------- | --------------- | ------------------ | ------ | ----------- | ------------------------------ |
| WK-kwalificatie              | 5               | 1                  | 0      | 4           | 6 − 9                          |
| OFC Nations Cup-kwalificatie | 3               | 2                  | 1      | 0           | 5 − 3                          |
| Pacifische Spelen            | 1               | 1                  | 0      | 0           | 2 − 1                          |
| Vriendschappelijk            | 2               | 1                  | 1      | 0           | 3 − 2                          |
| Totaal                       | 11              | 5                  | 2      | 4           | 16 − 15                        |

CIFA · 
Cookeilands vrouwenelftal
Interlands
Tegenstander:
Amerikaans-Samoa ·
Australië ·
Fiji ·
Nieuw-Caledonië ·
Nieuw-Zeeland ·
Papoea-Nieuw-Guinea ·
Salomonseilanden ·
Samoa ·
Tahiti ·
Tonga ·
Vanuatu
TFA · 
Tongaans vrouwenelftal
Interlands
Tegenstander:
Amerikaans-Samoa ·
Australië ·
Cookeilanden ·
Fiji ·
Nieuw-Caledonië ·
Papoea-Nieuw-Guinea ·
Salomonseilanden ·
Samoa ·
Tahiti ·
Vanuatu